# Enfermedades oportunistas asociadas a VIH
Las enfermedades oportunistas (EO) asociadas a VIH son patologías — ya sean infecciones o neoplasias — que afectan a personas con inmunosupresión severa causada por VIH en etapas avanzadas. Se denominan "oportunistas" porque aprovechan la debilidad del sistema inmunológico, especialmente cuando el recuento de linfocitos T CD4+ cae por debajo de ciertos niveles críticos (usualmente <200 células/µL).
- Son una causa frecuente de morbilidad y mortalidad en personas con VIH sin tratamiento o con falla en el mismo.[3]
- Muchas son potencialmente prevenibles con tratamiento adecuado.

- El reconocimiento temprano permite mejorar el pronóstico y calidad de vida del paciente.

### Factor de riesgo
Se considera factor de riesgo para desarrollar enfermedades oportunistas por VIH cuando la persona es VIH+ y tiene un conteo de CD4+ menor a 200 cél/μL. El recuento normal de linfocitos T CD4+ es de 500-1500 cél/μL.

## Infección Oportunista
Artículo principal: Infección Oportunista
Una infección oportunista es una enfermedad causada por un patógeno que habitualmente no afecta a las personas con un sistema inmune sano. Un sistema inmune enfermo representa una «oportunidad» para el patógeno de causar infección.
Son patologías frecuentes en personas inmunocomprometidas, como personas con VIH/SIDA, cáncer bajo quimioterapia, receptores de trasplantes por el uso de inmunosupresores, uso prolongado de corticoesteroides, entre otros.
Estas infecciones son indicadores de inmunosupresión, especialmente en pacientes con VIH. Pueden ser potencialmente mortales si no se diagnostican y tratan a tiempo.

## Linfocitos T CD4+
Artículo principal: Linfocitos T CD4+
Los linfocitos T helper o T CD4+ son un subtipo de linfocitos que juegan un papel crucial en el sistema inmune, principalmente coordinando la respuesta inmunitaria al activar otras células inmunitarias, como los T CD8+.
Sus principales funciones son la coordinación inmunitaria, la actividad antitumor y funciones reguladoras.
Se pueden ver alterados en diversas patologías, pero principalmente en la infección por VIH, ya que estas células son la principal diana del virus. También se ven alteradas en algunas enfermedades autoinmunes, cáncer o infecciones crónicas, como hepatitis C.
En el contexto de VIH, son ampliamente utilizados para medir la progresión de la enfermedad, estadificarla y cuantificar la respuesta al tratamiento antirretroviral.

## Mecanismo Fisiopatológico
- El VIH ataca a los linfocitos CD4+, esenciales para coordinar la respuesta inmune.[2][12]

- A medida que el VIH progresa sin tratamiento, el sistema inmune pierde la capacidad de controlar infecciones latentes o comunes, permitiendo que patógenos poco agresivos en personas sanas causen enfermedad grave.[13][11]

## Tipos de Enfermedades Oportunistas en VIH
| Tipo de Agente | Ejemplos comunes                                                                      | CD4+ típico |
| -------------- | ------------------------------------------------------------------------------------- | ----------- |
| Bacterias      | Mycobacterium tuberculosis, MAC                                                       | <200, <50   |
| Virus          | Citomegalovirus, HSV                                                                  | <50         |
| Hongos         | Pneumocystis jirovecii, Candida spp., Cryptococcus neoformans, Histoplasma capsulatum | <100-200    |
| Parásitos      | Toxoplasma gondii, Cryptosporidium spp.                                               | <50-100     |
| Neoplasias     | Sarcoma de Kaposi, Linfoma de Burkitt, Linfoma no Hodgkin, Cáncer de cuello uterino   | Variable    |

## Prevención
Las enfermedades oportunistas en el VIH se pueden prevenir. Su prevención es fundamental en el manejo de personas que viven con VIH, especialmente aquellas con inmunosupresión avanzada. 
Hay cuatro formas de prevención primaria, que consiste en evitar la aparición inicial de una enfermedad oportunista en personas que aún no la han presentado:

### Terapia Antirretroviral
TARV efectiva temprana y sostenida desde el diagnóstico de VIH, la cual reduce la replicación viral  hasta lograr una carga indetectable y permite la recuperación de los linfocitos T CD4+, lo que disminuye drásticamente el riesgo de infecciones oportunistas. Esto es el pilar de la prevención de infecciones oportunistas por VIH.

### Profilaxis Farmacológica específica
- TMP/SMX para Pneumocystis jirovecii (CD4+ <200) y Toxoplasma gondii (CD4+ <100)
- Azitromicina o claritromicina para Mycobacterium avium (CD4+ <50)[15]

- Fluconazol para Candida spp. y para Cryptococcus neoformans.

### Vacunación
Se recomienda la aplicación de vacunas inactivadas antes de la inmunosupresión, como:
- Hepatitis A y B[19][20]
- Virus del Papiloma Humano
- Neumococo
- Influenza anual

Nota: Las vacunas con virus vivos atenuados (p. ej., fiebre amarilla, sarampión, varicela) están contraindicadas si el conteo de CD4+ <200.

### Medidas no farmacológicas
También se deben instaurar medidas no farmacológicas, como evitar contacto con heces de gato, evitar el consumo de carne mal cocida, ni consumir agua contaminada o alimentos crudos. Asimismo, se debe evitar el contacto con personas con herpes zóster o tuberculosis activa.
Se recomienda el uso de preservativo para prevenir otras infecciones de transmisión sexual que puedan reactivar infecciones o incrementar la carga viral.

## Tratamientos dirigidos
Con cualquier conteo de CD4+:
- Mycobacterium tuberculosis: HRZE por 9 meses
- Virus de Herpes Simple: Aciclovir
- Virus de Herpes Zóster: Aciclovir

CD4+ <250:
- Coccidioidomicosis: Fluconazol

CD4+ <200:
- Pneumocistosis: TMP/SMX
- Candidiasis: Fluconazol, Anfotericina B.

CD4+ <150:
- Histoplasmosis: Itraconazol

CD4+ <100:
- Toxoplasmosis cerebral: Pirimetamina + Sulfadiazina + Leucovorin. TMP/SMX para prevención.[14]
- Criptococosis: Fluconazol, Anfotericina B.
- Aspergilosis: Voriconazol, Anfotericina B.

CD4+ <50:
- Mycobacterium avium complex: Azitromicina o Claritromicina + Etambutol
- Citomegalovirus: Valganciclovir o Ganciclovir